# Bálsamo labial

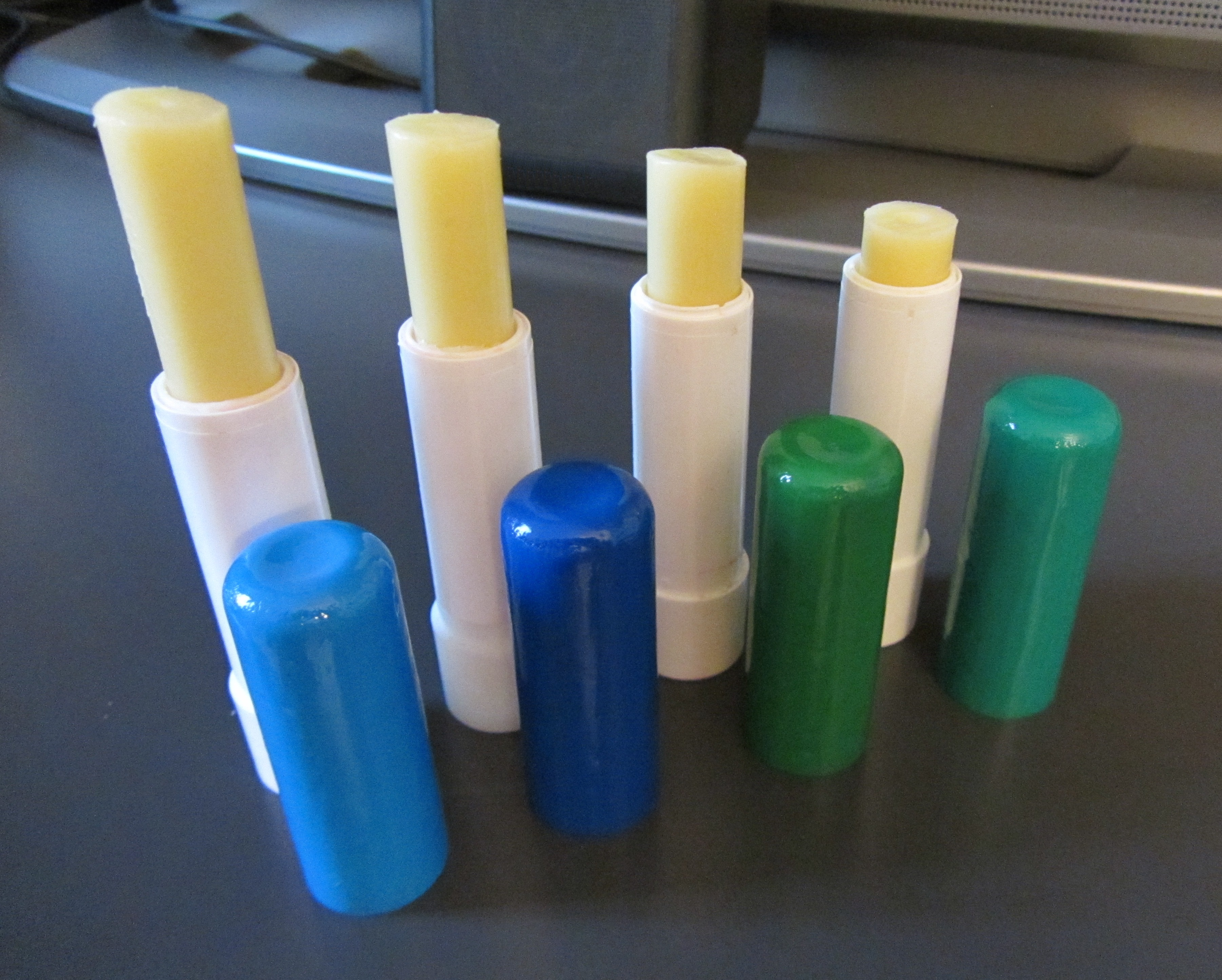
Bálsamos labiales caseros

Un bálsamo labial, también conocido como cacao de labios, es una sustancia similar a la cera que se aplica tópicamente en los labios para hidratar y aliviar los labios agrietados o secos, la queilitis angular, la estomatitis o el herpes labial. El bálsamo labial a menudo contiene cera de abejas o cera de carnaúba, alcanfor, alcohol cetílico, lanolina, parafina y vaselina, entre otros ingredientes. Algunas variedades contienen colorantes, saborizantes, fragancias, fenol, ácido salicílico y protector solar.

## Descripción general
El propósito principal del bálsamo labial es proporcionar una capa oclusiva en la superficie del labio para sellar la humedad y protegerlos de la exposición externa. El aire seco, las temperaturas frías y el viento tienen un efecto de secado en la piel al eliminar la humedad del cuerpo. Los labios son particularmente vulnerables porque la piel es muy fina y, por lo tanto, a menudo son los primeros en presentar signos de sequedad. Los materiales oclusivos como las ceras y la vaselina previenen la pérdida de humedad y mantienen la comodidad de los labios, mientras que los aromatizantes, colorantes, protectores solares y varios medicamentos pueden proporcionar beneficios específicos adicionales.
El bálsamo labial se puede aplicar con un dedo o en un tubo estilo lápiz labial desde el cual se puede aplicar directamente sobre los labios.
El bálsamo labial fue comercializado por primera vez en la década de 1880 por Charles Browne Fleet,  aunque sus orígenes se remontan al cerumen. Más de 40 años antes de la introducción comercial del bálsamo labial por Fleet, Lydia Maria Child recomendó la cera como tratamiento para los labios agrietados en su libro «Aquellos que tienen problemas con los labios agrietados han encontrado que este remedio de cerumen exitoso cuando otros han fallado. Es uno de esos tipos de curas de los que es muy probable que se rían; pero sé que ha producido resultados muy beneficiosos.»

## Marcas destacadas
- Burt's Bees
- Blistex
- Carmex
- ChapStick
- Labello
- Lip Smacker
- Lypsyl
- EOS

## Dependencia
Algunos médicos han sugerido que ciertos tipos de bálsamos labiales pueden ser adictivos o contener ingredientes que causan resequedad. Los fabricantes de bálsamos labiales suelen afirmar en sus preguntas frecuentes que no hay nada adictivo en sus productos o que todos los ingredientes están listados y aprobados por la FDA. Snopes catalogó como falsa la afirmación de que hay sustancias en la marca Carmex que son irritantes que requerirían revisión, como el vidrio esmerilado.

## Aceite mineral
En 2015, el regulador de consumidores alemán Stiftung Warentest analizó los cosméticos que contienen aceites minerales. Después de desarrollar un nuevo método de detección, encontraron altas concentraciones de hidrocarburos aromáticos de aceite mineral (MOHA) e incluso poliaromáticos en productos que contienen aceites minerales con productos de vaselina que contienen la mayor cantidad de MOHA de todos los cosméticos probados (hasta un 9%). La Autoridad Europea de Seguridad Alimentaria considera que el MOHA y los poliaromáticos son posiblemente cancerígenos. Con base en los resultados, Stiftung Warentest ha advertido no usar vaselina ni ningún producto a base de aceites minerales para el cuidado de los labios.